# Gebäude geringer Höhe
Als Gebäude geringer Höhe wird im deutschen Bauordnungsrecht ein Gebäude bezeichnet, bei dem der Fußboden keines Geschosses mit Aufenthaltsräumen im Mittel mehr als 7 m über der Geländeoberfläche liegt.

## Einzelnachweis
1. ↑  vgl. Landesbauordnung NRW §2 Nr. 3